# Dancing Queen
«Dancing Queen» (с англ. — «Королева танцев», «Танцующая королева») — песня шведской группы ABBA, релиз которой последовал вслед за выпуском заметного хита «Fernando». Её обычно считают одной из лучших композиций 1970-х годов, а также визитной карточкой группы АВВА. «Dancing Queen» была написана Бенни Андерссоном, Бьорном Ульвеусом и Стигом Андерсоном. Записанная в 1975 году для альбома «Arrival», в следующем году она была выпущена как сингл вместе с песней «That’s Me» на второй стороне. Это единственная песня ABBA, возглавлявшая американские чарты.

## История
Запись песни началась 4 августа 1975 года. Первоначально песня называлась 'Boogaloo'. В ходе работы над треком Андерссон и Ульвеус решили обратиться к диско-ритмам, использовавшимся ещё в песне Джорджа Маккрея «Rock Your Baby», и альбоме Доктора Джона Gumbo (1972). Фельтског и Лингстад записали вокальные партии в сентябре, и через три месяца запись была закончена. В ходе работы над текстом часть была опущена.
«Dancing Queen» продержалась шесть недель на первой строчке британских чартов начиная с сентября 1976 года, и стала единственным американским чарт-топпером ABBA в апреле 1977 года. Она также стала № 1 ещё в 13 странах, как-то: Швеция (14 недель), Норвегия, Ирландия, ФРГ, Бельгия, Нидерланды, Родезия (ныне Зимбабве), ЮАР, Мексика, Бразилия, Австралия, Новая Зеландия. «Dancing Queen» также достигла топ-5 в Канаде, Финляндии, Швейцарии, Австрии, Франции; стала № 14 в Италии, где ABBA не были столь же популярны, как в других странах.

## Влияние на мировую культуру
В июне 1976 года песня «Dancing Queen» была исполнена во время телеконцерта перед свадьбой короля Швеции Карла XVI Густава и будущей королевой Сильвией Зоммерлат. После этого даже приверженцы старых шведских традиций высказали заинтересованность песней.
Но она была известна не только в Швеции и англоязычных странах, где исполнялась на английском языке. Для альбома-компиляции 1980 года Gracias Por La Música ABBA записали испаноязычную версию «Dancing Queen», названную «Reina Danzante», со стихами на испанском авторства Buddy и Mary McCluskey.
В СССР песня была впервые официально издана в 1977 году в аудиожурнале «Кругозор» (№ 5) вместе с песней «Money, Money, Money». По-русски песни соответственно назывались «Танцующая королева» и «Деньги, деньги». ВИА «Поющие сердца» с солисткой Антониной Жмаковой исполнил русскоязычный кавер под названием «Королева танца» (русский текст Игоря Кохановского), также издававшийся на грампластинках фирмы «Мелодия».
В 1992 году песня снова была выпущена в Великобритании — после того, как группа Erasure вызвала новый всплеск интереса к ABBA успехом своего альбома «Abba-esque». Второй выпуск «Dancing Queen» также стал популярен и занял 16-ю строчку британских чартов 12 сентября 1992 года.
9 ноября 2002 года по результатам опроса Top 50 Favourite UK Number Ones песня вышла в эфир Radio 2 в рамках празднования 50-летнего юбилея The Official UK Charts Company. 188 357 слушателей проголосовали за эту песню, и она стала восьмой в общем рейтинге. В мае 2004 года британская Phonographic Performance Limited отпраздновала свой семидесятилетний юбилей и в честь этого события составила список из 70 песен, которые чаще всего проигрывались на радио и в клубах. В этом списке «Dancing Queen» заняла 6-е место.
В августе 2008 года «Dancing Queen» перешагнула за отметку 500 000 продаж в США (а именно: 512 000).

## Позиции в чартах
| Чарт (1976—1977)                            | Позиция |
| ------------------------------------------- | ------- |
| American Billboard Hot 100                  | 1       |
| American Billboard Adult Contemporary       | 6       |
| Australian Kent Music Report                | 1       |
| Austrian Singles Chart                      | 4       |
| Belgian VRT Top 30 Singles Chart            | 1       |
| British Singles Chart                       | 1       |
| Canadian Singles Chart                      | 1       |
| Dutch Top 40                                | 1       |
| Eurochart Hot 100                           | 1       |
| Finnish Singles Chart                       | 3       |
| French IFOP Singles Chart                   | 5       |
| German Singles Chart                        | 1       |
| Irish Singles Chart                         | 1       |
| Italian FIMI Singles Chart                  | 14      |
| Japanese Oricon Weekly Singles Chart        | 19      |
| Japanese Oricon International Singles Chart | 1       |
| New Zealand RIANZ Singles Chart             | 1       |
| Norwegian VG-lista Singles Chart            | 1       |
| Spanish Singles Chart                       | 10      |
| Swedish Singles Chart                       | 1       |
| Swiss Singles Chart                         | 3       |

## Кавер-версии

### Версия A*Teens
«Dáncing Queen» — пятый сингл шведской группы A*Teens и четвёртый сингл с альбома The ABBA Generation.
Сингл был выпущен в марте 2000 года и ознаменовал собой начало серьёзной раскрутки группы в США. В рамках этой раскрутки группа дала здесь серию концертов весной—летом, а в мае состоялся американский релиз дебютного альбома; в последующие два года (вплоть до середины 2002-го) A*Teens продолжали уделять продвижению своей музыки на американском рынке особое внимание. Песня «Dancing Queen» была выбрана с учётом успеха в Америке её оригинала в 1977 году. Она возглавила хит-парад радиостанции Radio Disney, заняла 13-ю позицию в Billboard Hot 100 Singles Sales и 95-ю позицию в Billboard Hot 100. В общей сложности, в США было продано более 500 тыс. копий сингла. Сингл вышел также в ряде стран Латинской Америки и Европы; хотя так и не ясно, выпускался ли он в самой Швеции.
Видеоклип был снят в марте 2000 года в Лос-Анджелесе (режиссёр — Патрик Кили). Его сюжет основан на известном молодёжном фильме «Клуб „Завтрак“»: участники группы вместе с другими школьниками наказаны и оставлены после уроков в школьной библиотеке (в американских школах это наказание называется detention). Как только учитель выходит в коридор, они устраивают дискотеку 1970-х годов. Учителя сыграл Пол Глизон, прославившийся исполнением аналогичной роли в самом фильме.
Песня вошла в саундтрек комедийного боевика «Мисс Конгениальность».

#### Список композиций
Европейский макси-сингл:
1. Dancing Queen (Album Version) — 3:48
2. Dancing Queen (Pierre J’s Main Radio Mix) — 3:27
3. Dancing Queen (Pierre J’s Main Extended Mix) — 5:46
4. Dancing Queen (BTS Gold Edition Mix) — 5:13

### Другие версии
- В СССР эта песня была исполнена на русском языке известным ВИА «Поющие сердца» (солистка Антонина Жмакова). Русский текст написан Игорем Кохановским.
- Песня прозвучала в российском музыкальном телефильме «Старые песни о главном. Постскриптум», где её исполнили Кристина Орбакайте, Марина Хлебникова, Игорь Николаев и Дмитрий Маликов.

## Участники записи
- Анни-Фрид Люнгстад — вокал, бэк-вокал
- Агнета Фельтског — вокал, бэк-вокал
- Бенни Андерссон — клавишные
- Бьорн Ульвеус, Янне Шаффер, Андерс Гленмарк, Майкл Арекл — гитара
- Рутгер Гуннарссон — бас-гитара
- Роджер Пальм — ударные
- Маландо Гассама — перкуссия
- Мартин Билунд, Андерс Дал, Гуннар Михольс, Клас Нильссон, Бертил Орсин, Ларс Штегенберг, Сикстен Стромвалл, Гарри Тейке, Кризтоф Здрзалка — скрипка
- Оке Арвиндер, Ларс Бролин, Хокан Руос — альт
- Ханс-Горан Экеторп, Оке Олофссон — виолончель
- Бертиль Андерссон — контрабас

## Упоминания в других произведениях
- ABBA исполняют песню в фильме «ABBA: The Movie» (1977).
- Песня включена в мюзикл Mamma Mia! и одноимённый фильм. В фильме «Мамма миа!» песня звучит в исполнении Мерил Стрип, Кристин Барански и Джули Уолтерс.